# Tragsa
Tragsa, acrónimo de Empresa de Transformación Agraria, S.A., es una empresa pública española integrada en la Sociedad Estatal de Participaciones Industriales (SEPI) que nació bajo la naturaleza de medio propio instrumental del Estado orientado hacia el desarrollo rural y la conservación de la naturaleza.
Desde este enfoque original en el sector del medio ambiente la corporación ha diversificado sus campos de actuación realizando otras actividades como la ejecución de infraestructuras, el aprovechamiento del agua y la sanidad alimentaria, entre otras.
Cuenta con una plantilla de más de 16 000 trabajadores que durante los 40 años de historia de la compañía han ejecutado cerca de 200 000 actuaciones.
Jesús Casas Grande fue nombrado presidente del Grupo Tragsa el 6 de septiembre de 2018, sucediendo a Elvira Rodríguez, quien ostentaba la presidencia desde marzo del 2017.

## Historia y estructura
El Régimen Jurídico de Tragsa y Tragsatec está regulado por la Disposición Adicional 24.ª de la Ley 9/2017 de 8 de noviembre, de Contratos del Sector Público (LCSP) (BOE nº272 de 9 de Noviembre), que entró en vigor el 9 de marzo de 2018, así como por el Real Decreto 69/2019, de 15 de febrero de 2019, por el que se desarrolla el régimen jurídico de la Empresa de Transformación Agraria, Sociedad Anónima, y de su filial, Tecnologías y Servicios Agrarios, S.A., S.M.E., M.P. (”BOE n.º 49 de 26 de febrero).
En el año 2003, el Grupo Tragsa se integró en la Sociedad Estatal de Participaciones Industriales (SEPI).

## Presencia en el mundo
El Grupo Tragsa ha colaborado en 125 proyectos de cooperación española en países del norte de África, África Subsahariana, Hispanoamérica y Caribe, Asia, Europa y Oriente Medio.
La estrategia internacional de la empresa se orienta hacia el desarrollo de proyectos fruto de la colaboración con la Agencia Española de Cooperación Internacional para el Desarrollo (AECID).

## Accionariado
A febrero de 2024, los accionistas de Tragsa eran:
| Accionista                                                 | Participación |
| ---------------------------------------------------------- | ------------- |
| Sociedad Estatal de Participaciones Industriales (SEPI)    | 51 %          |
| Fondo Español de Garantía Agraria (FEGA)                   | 38,87 %       |
| Dirección General del Patrimonio del Estado (DGPE)         | 9,89 %        |
| 69 administraciones públicas de ámbito inferior al estatal | 0,24 %        |

## Procedimiento de despido colectivo
En el año 2013 el Grupo Tragsa puso en marcha un Plan de Transformación Global cuya finalidad era garantizar el futuro de la empresa. El objetivo era superar la situación económica que atravesaba la empresa debido a la caída de su producción e ingresos en más de un 60 % desde 2009. El Plan pretendía realizar un dimensionamiento y adecuación de la compañía al descenso productivo.
La empresa propuso a los representantes de los trabajadores un Plan de Viabilidad alternativo que englobaba una serie de medidas destacando bajas voluntarias o acciones de flexibilidad laboral. Este plan fue rechazado.
Todo este procedimiento concluyó en 2016 cuando el Grupo Tragsa ejecutó un ERE por el que se despidió a 555 trabajadores. Este procedimiento afectó al 5 % de la totalidad de la plantilla integrada en ese momento por 10.800 trabajadores, lo que representó una reducción del 58% sobre los 1.336 despidos autorizados por una sentencia del Tribunal Supremo que dictaminó que este procedimiento era ajustado a Derecho, ya que se concluyó que habían concurrido causas productivas, económicas y organizativas.
Según algunos medios, tras el ERE los puestos vacantes se cubrieron con trabajadores eventuales.